# Fate

Fate és un joc de rol de sistema genèric basat en el sistema Fudge. No té ni escenari, ni característiques ni gènere fixos i és personalitzable. Fou dissenyat per oferir una obstrucció mínima a la interpretació dels personatges per part de qui juga, reduint les tirades de daus.
La primera edició de Fate, escrita per Fred Hicks i Rob Donoghue, va ser publicada a començament del 2003, i l'última versió (4a edició) va ser publicada per Evil Hat Productions el 2013 a través de micromecenatge en Kickstarter.

## Sistema

Probabilitat de resultats en el sistema de Fate

Fate és derivat del sistema Fudge, i d'ell pren l'escala verbal i els daus Fudge, però la majoria de versions de Fate eviten l'ús d'atributs com ara Força o Intel·ligència. En comptes d'això, utilitza una llista llarga d'habilitats i assumeix que cada personatge és «mediocre» en totes les habilitats exceptuant aquelles on el personatge és explícitament definit com a bo en elles. Les habilitats poden usar-se en una o més de les quatre accions: atacar, defendre, superar (una acció multifunció per resoldre problemes) o crear un avantatge (vegeu més avall). Les habilitats excepcionals són definides a través de l'ús de Proeses i Aspectes.
Un aspecte és una descripció simple d'alguna cosa notable sobre qualsevol personatge o escena. Un aspecte pertinent pot ser invocat per concedir una bonificació a una tirada de dau (afegint +2, o permetent tornar a tirar els daus). Això normalment li costa a qui juga o al DJ (director de joc) un punt de destí (o punt Fate). Els aspectes també poden ser forçats per influir l'escenari oferint la persona amb l'aspecte un punt de destí (que poden rebutjar gastant un dels seus propis) per posar-los en desavantatge relacionat amb l'aspecte. Un exemple donat en el llibre de regles refereix al DJ que invoca l'aspecte Rivals en el Collegia Arcana, que pertany a un PJ (personatge jugador), per a determinar que eixos rivals ataquen als PJ dins d'uns banys, quan no tenen accés als seus equips. Els aspectes situacionals descriuen l'escena, i poden ser creats i utilitzats pel DJ o per qui juguen si utilitzen l'acció de crear avantatge amb una habilitat pertinent.
Les proeses són habilitats excepcionals que concedeixen al personatge un benefici mecànic específic; estes poden ser escollides d'una llista definida de proeses inclosa en les regles o crear-se seguint les directrius proporcionades pels autors. Els aspectes dels personatges, per una altra banda, són sempre definits per qui el juga. Per exemple, qui juga pot escollir donar al seu personatge un aspecte de «Fornit» (o «Home de múscul» o «Força nerviüda»); de manera que, durant el joc, pot invocar estos aspectes per obtenir una bonificació provisional en una situació pertinent. Els aspectes també poden estar relacionats amb les possessions del PJ, per exemple, el personatge Indiana Jones podria tenir l'aspecte "Fuet i borsalino".

## FATEversusFate(sobre el nom)
Quan el sistema va ser publicat originalment, FATE va ser considerat l'acrònim de “Fudge Aventures in Tabletop Entertainment” (Aventures Fudge en l'Entreteniment de taula) i més avant “Fantastic Adventures in Tabletop Entertainment” (Aventures Fantàstiques en l'Entreteniment de taula). Més recentment, FATE ha estat simplificat a només Fate, i ja no és un acrònim.

## Recursos d'OGL deFate
Hi va haver preocupació que Fudge restringiria la seua llicència "oberta" i que per això Fate seria forçat a canviar a una altra mecànica bàsica. Estes pors van desaparéixer un cop Fudge va ser alliberat baix una Open Game License (llicència de joc obert).

## Fate3a Edició
La 3a edició de Fate ja no era un joc de rol genèric com a les darreres dues versions, sinó que es va establir en el gènere pulp. Se l'anomenà Spirit of the Century (Esperit del Segle) i va ser nominat el 2007 per un premi ENnie a les millors regles. Les regles de la 3a edició també són utilitzades pel joc de rol de The Dresden Files (basat en les novel·les de Jim Butcher). Els Documents de Referència del Sistema (mecàniques amb llicència lliure) per Spirit of the Century i Diaspora són també actualment disponibles. Molts d'altres jocs de rol són construïts amb la mecànica de joc de Fate 3.0.

## Fate Core(4a edició) iFate Accelerated Edition(FAE)
Una nova edició (la 4a) anomenada Fate Core (una altra volta una versió genèrica) va ser publicada el 2013, va ser finançada per una exitosa campanya de micromecenatge, i alliberada baix dues llicències de contingut lliure: CC BY 3.0 i l'Open Gaming License.
Arran de l'esforç del micromecenatge, Evil Hat Produccions va llançar Fate Accelerated, una versió simplificada de les regles basada en la mateixa mecànica, amb la intenció de poder iniciar el joc amb més rapidesa. Una diferència notable és que les habilitats són reemplaçades amb sis "aproximacions" per a solucionar problemes (Prudent, Llest, Cridaner, Enèrgic, Ràpid, i Furtiu). Cada aproximació pot utilitzar totes les quatre accions.

## Kickstarter
Per llançar la nova versió de Fate, Evil Hat Productions van fer marxar una campanya de Kickstarter que inicialment demanava 3,000$. Al final de la campanya va obtindre 433,365$ i va expandir la línia de producte significativament, afegint dos llibres amb escenaris i un altre amb ferramentes per a modificar el sistema.

## Jocs de rol notables basats enFate
Aquesta llista inclou implementacions del sistema de Fate així com jocs de rol explícitament inspirat en ell.
- Age of Arthur
- Atomic Robo
- Dawning Star: Fate of Eos
- Diaspora (ciència-ficció dura)
- The Dresden Files (narració d'històries pulp en un món modern ocult i amb màgia)
- Fate of Cthulhu[11][12]
- Houses of the Blooded
- Jadepunk Tales From Kausao City
- Legends of Anglerre
- Spirit of the Century
- Starblazer Adventures (basat en la sèrie de còmics Starblazer, baix llicència de DC Thomson)

## Premis
En el 2003 Indie RPG Awards, Fate va guanyar els següents premis:
- Primer Lloc - Millor joc gratuït de l'any
- Primer Lloc - Millor suport
- Tercer Lloc - Joc de rol indie de l'any
- Guardonat - Premi Andy's Choice

Fate ha resultat guanyador també dels següents premis ENNIES:
- 2007 Millors regles, Silver Winner; Millor joc, Menció honorífica — Spirit of the Century[14]
- 2008 Nominat per Millor suplement — Spirit of the Season[15]
- 2011 Millor joc, Gold Winner; Millor joc nou, Gold Winner; Milors valors de producció, Silver Winner; Millors regles, Gold Winner; Millor escriptura, Gold Winner; Producte de l'any, Silver Winner — Dresden Files Roleplaying Game[16]
- 2014 Millor pàgina web, Silver Winner per Fate RSD; Millor ajut/accessori, Silver Winner per Eldritch Fate Dice; Millor joc familiar, Gold Winner per Fate Accelerated Edition; Millor joc, Gold Winner per Fate Core System; Millor producte relacionat amb els RPG, Silver Winner per Strange Tales of the Century; Millors regles, Gold Winner per Fate Core System; Millor suplement, Silver Winner per Fate System Toolkit; Producte de l'any, Silver Winner per Fate Core System[17]
- 2015 Millor joc familiar, Silver Winner per Atomic Robo The Roleplaying Game[18]